# Educació especial
L'educació especial és l'educació específicament destinada a alumnes amb necessitats educatives considerades especials, o diferents, a causa de superdotació intel·lectual o discapacitats psíquiques, físiques o sensorials, incloent totes les actuacions encaminades a compensar aquestes necessitats. Es pot fer en escoles ordinàries o específiques (centre d'educació especial).